# Композитор

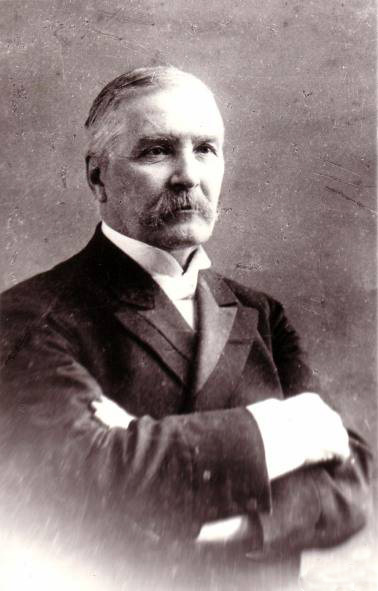
Український композитор Микола Лисенко

Компози́тор (від лат. componere — складати в ціле) — автор музичних творів: особа, що займається створенням музики.
Термін «композитор» поширився у XVI столітті в Італії. Професія композитора передбачає наявність музично-творчого обдарування і потребує спеціального вивчення композиції. Підготовці й вихованню композиторів відводиться спеціальне місце в системі освіти, зокрема в українських консерваторіях є спеціалізовані факультети композиції. Композитор фіксує свої твори у вигляді нотного тексту, який дозволяє музикантам-виконавцям виконувати його твір. Це відрізняє композитора від музиканта, який імпровізує або грає на інструменті. Деякі музичні жанри не передбачають нотного тексту (напр. електронна музика), в цьому разі композитор фіксує свій твір у формі аудіозапису.
Термін «композитор» вживається переважно у традиції класичної музики, в той час, як у рок-, та поп- музиці вживається поняття «автор пісні». Проте музикознавець І.Пясковський фіксує 4 категорії творців, щодо яких може вживатися термін «композитор»:
1. Композитори-професіонали, які мають спеціальну освіту, отриману в Україні або за кордоном
2. Композитори-аматори, які не мають спеціальної освіти, але проявили творчу активність у створенні академічної музики (тут слід розрізняти аматорство часів відсутності в Україні спеціальних музичних закладів і аматорство сучасне, коли композитор мав можливість отримати спеціальну музичну освіту, але за певних обставин не скористався цим)
3. Композитори самодіяльної музики (відгалуження від аматорства)
4. Композитори масової музики.

Для українських довідкових видань актуальним є питання визначення національної приналежності композитора, а саме — «кого з композиторів ми вважаємо українськими?». У зв'язку з цим І. Пясковський фіксує, що українськими композиторами вважають:
1. тих, «хто сам вважає себе приналежним до українських композиторів»
2. композиторів, які мають українське походження, але за певних обставин проживають за кордоном і у своїй композиторській творчості представляють українську музику за своєю традицією і спрямуванням
3. при певних історичних обставинах композитори не ідентифікували свою творчість як приналежну до української, хоча за своїм народженням та музичною освітою пов'язані саме з Україною (напр. Березовський, Бортнянський)

У різних країнах, в тому числі в Україні існують спілки композиторів (див. Спілка композиторів України), які сприяють проведенню фестивалів, конкурсів, майстер-класів та інших форм творчого спілкування. Існують також організації, що займаються впорядкуванням авторських прав композиторів, наприклад: ASCAP та BMI — у США, AKM в Австрії, GEMA в Німеччині.

## Цікаві факти
- Композитор Ігнацій Ян Падеревський був прем'єр-міністром Польщі, Верді, Шостакович, Ревуцький, Данькевич, Кос-Анатольський були депутатами.
- Серед радянських композиторів є Герої Соціалістичної Праці, наприклад, Кабалевський, Ревуцький.
- Серед українських композиторів є Герої України — Олександр Білаш, Євген Станкович та Мирослав Скорик.